# Cheyenne (Oklahoma)
Cheyenne é uma cidade  localizada no estado norte-americano de Oklahoma, no Condado de Roger Mills.

## Demografia
Segundo o censo norte-americano de 2000, a sua população era de 778 habitantes.
Em 2006, foi estimada uma população de 726, um decréscimo de 52 (-6.7%).

## Geografia
De acordo com o United States Census Bureau tem uma área de
2,6 km², dos quais 2,6 km² cobertos por terra e 0,0 km² cobertos por água. Cheyenne localiza-se a aproximadamente 600 m acima do nível do mar.

## Localidades na vizinhança
O diagrama seguinte representa as localidades num raio de 36 km ao redor de Cheyenne.